# De Poel (gemaal)
De Poel is een boezemgemaal aan de Waterlandse Zeedijk ten zuiden van de Noord-Hollandse plaats Monnickendam en gelegen aan De Poel, een voormalige molenkolk. Samen met het gemaal Kadoelen in Amsterdam-Noord zorgt dit gemaal voor de uitmaling van de Waterlandse boezem.

## Geschiedenis
Het gemaal De Poel staat aan een vroegere molenkolk, waar een vijftal molens hebben gestaan, die zorgden voor de afwatering van het gebied. Omstreeks 1880 werd het werk van deze molens overgenomen door een stoomgemaal, dat westelijker aan De Poel lag, nabij de verbinding tussen de Ooster Ee en De Poel.
Het elektrische gemaal De Poel aan de Waterlandse Zeedijk werd in 1919 ontworpen door het Amsterdamse ingenieursbureau W.C. en K. de Wit in opdracht van het toenmalige Hoogheemraadschap Waterland (inmiddels opgegaan in het Hoogheemraadschap Hollands Noorderkwartier). De bouw van het gemaal vond plaats in 1920. Op 22 januari 1921 werd het gemaal in werking gesteld. Het gemaal zorgt voor de afwatering van het oostelijk deel van Waterland en loost het overtollige water op de Gouwzee. In 1998 werden de elektromotoren van het gemaal vervangen door nieuwe. Het rechthoekige bouwwerk vormt een markant herkenningspunt aan de verder kilometerslange onbebouwde zeedijk.
Aan de noordelijke gevel van het gebouw is de tekst van het gedicht De Profundis van de dichteres Ida Gerhardt aangebracht.

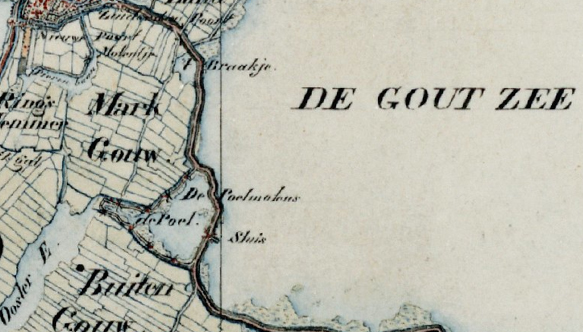
De Poel op een kaart uit de periode 1830-1850. Op de kaart zijn de molens (De Poelmolens) aangegeven. Het latere gemaal De Poel is gebouwd op de plaats van de uitwateringssluis
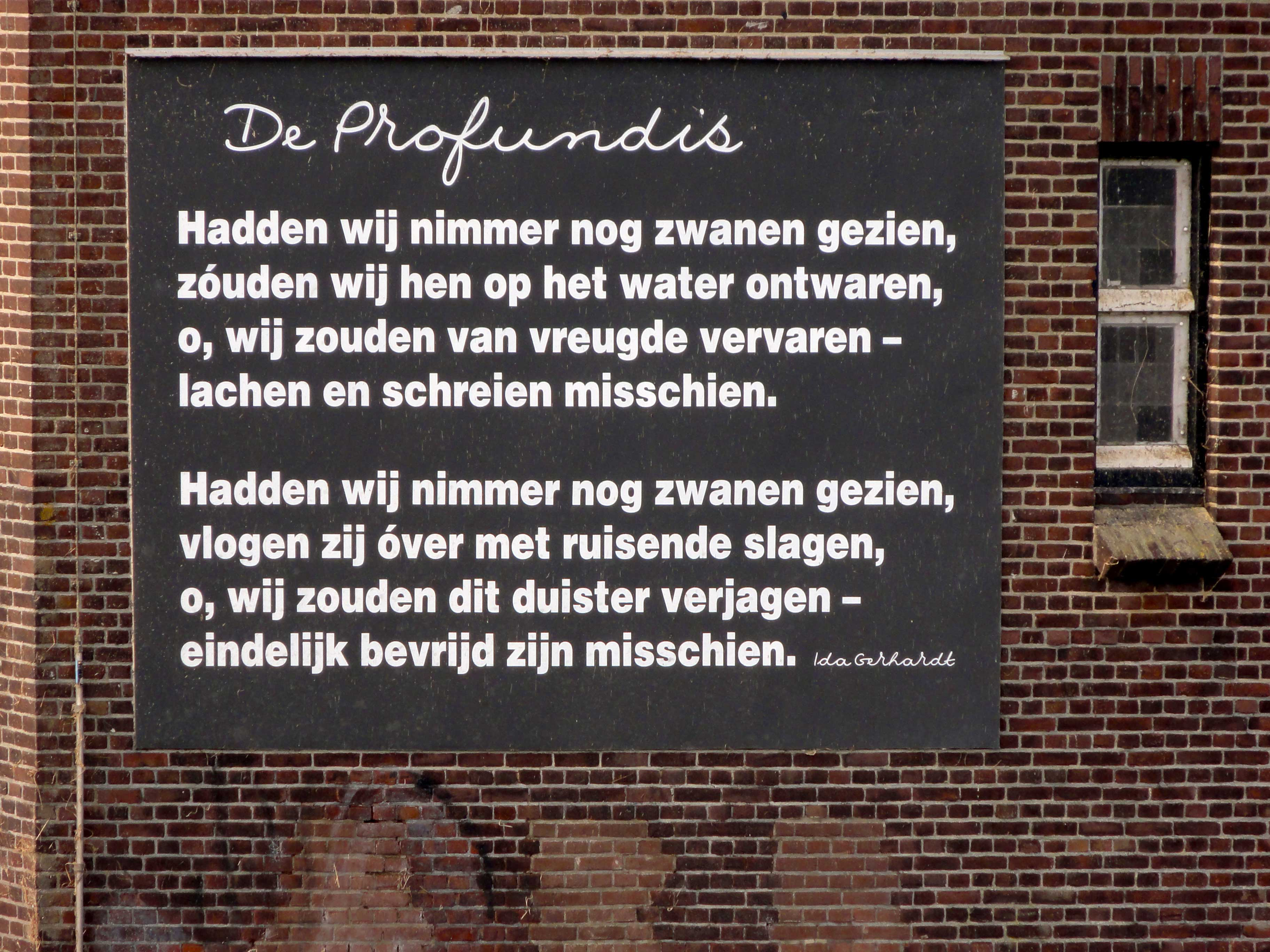
Gedicht van Ida Gerhardt op de muur van gemaal De Poel

## Nieuwbouw
In 2020 is gestart met de planvormings, voorbereidings en aanbesteding voor de bouw van een nieuw gemaal dat geschikt is om in te spelen op de wensen van klimaatverandering, vismigratie en zoetwaterbeheer. Het nieuwe gemaal is 200 meter ten noorden van het vorige gebouwd, heeft een capaciteit van 600 m3 per minuut en is in het voorjaar van 2023 gereedkomen.  Het nieuwe gemaal is ook geschikt om bij droogte water vanuit de Gouwzee in de boezem in te laten.